# Општина Гвачочи (Чивава)
Гвачочи (шп. Guachochi) општина је у Мексику у савезној држави Чивава. Општина се налази на надморској висини од 2398 м.

## Становништво
Према подацима из 2010. у општини је живело 49689 становника.

### Хронологија
| Година       | 2000                  | 2005                  | 2010                  |
| ------------ | --------------------- | --------------------- | --------------------- |
| Становништво | 40615 (20278 / 20337) | 45881 (22974 / 22907) | 49689 (24624 / 25065) |

### Попис
| \| \| м \| \| \| ж \| \| 0—2 \| 1.760 \| \| \| 1.718 \| \| 3—5 \| 1.933 \| \| \| 2.010 \| \| 6—11 \| 3.762 \| \| \| 3.492 \| \| 12—14 \| 1.660 \| \| \| 1.752 \| \| 15—17 \| 1.667 \| \| \| 1.733 \| \| 18—24 \| 3.098 \| \| \| 3.310 \| \| 60+ \| 1.975 \| \| \| 1.825 \| \| Просек : \| 26,1 \| \| \| 26,2 \| |       |  |  |       |
| |       |  |  |       |
| | м     |  |  | ж     |
| 0—2 | 1.760 |  |  | 1.718 |
| 3—5 | 1.933 |  |  | 2.010 |
| 6—11 | 3.762 |  |  | 3.492 |
| 12—14 | 1.660 |  |  | 1.752 |
| 15—17 | 1.667 |  |  | 1.733 |
| 18—24 | 3.098 |  |  | 3.310 |
| 60+ | 1.975 |  |  | 1.825 |
| Просек : | 26,1  |  |  | 26,2  |

| #   | Индикатор                                                                                        | Вредност |
| --- | ------------------------------------------------------------------------------------------------ | -------- |
| 1   | Становништво од 0 до 2 године                                                                    | 3478     |
| 2   | Мушко становништво од 0 до 2 године                                                              | 1760     |
| 3   | Женско становништво од 0 до 2 године                                                             | 1718     |
| 4   | Становништво са 3 и више година                                                                  | 45948    |
| 5   | Мушко становништво са 3 и више година                                                            | 22735    |
| 6   | Женско становништво са 3 и више година                                                           | 23213    |
| 7   | Становништво са 5 и више година                                                                  | 43241    |
| 8   | Мушко становништво са 5 и више година                                                            | 21432    |
| 9   | Женско становништво са 5 и више година                                                           | 21809    |
| 10  | Становништво са 12 и више година                                                                 | 34751    |
| 11  | Мушко становништво са 12 и више година                                                           | 17040    |
| 12  | Женско становништво са 12 и више година                                                          | 17711    |
| 13  | Становништво са 15 и више година                                                                 | 31339    |
| 14  | Мушко становништво са 15 и више година                                                           | 15380    |
| 15  | Женско становништво са 15 и више година                                                          | 15959    |
| 16  | Становништво са 18 и више година                                                                 | 27939    |
| 17  | Мушко становништво са 18 и више година                                                           | 13713    |
| 18  | Женско становништво са 18 и више година                                                          | 14226    |
| 19  | Становништво од 3 до 5 година                                                                    | 3943     |
| 20  | Мушко становништво од 3 до 5 година                                                              | 1933     |
| 21  | Женско становништво од 3 до 5 година                                                             | 2010     |
| 22  | Становништво од 6 до 11 година                                                                   | 7254     |
| 23  | Мушко становништво од 6 до 11 година                                                             | 3762     |
| 24  | Женско становништво од 6 до 11 година                                                            | 3492     |
| 25  | Становништво од 8 до 14 година                                                                   | 8219     |
| 26  | Мушко становништво од 8 до 14 година                                                             | 4168     |
| 27  | Женско становништво од 8 до 14 година                                                            | 4051     |
| 28  | Становништво од 12 до 14 година                                                                  | 3412     |
| 29  | Мушко становништво од 12 до 14 година                                                            | 1660     |
| 30  | Женско становништво од 12 до 14 година                                                           | 1752     |
| 31  | Становништво од 15 до 17 година                                                                  | 3400     |
| 32  | Мушко становништво од 15 до 17 година                                                            | 1667     |
| 33  | Женско становништво од 15 до 17 година                                                           | 1733     |
| 34  | Становништво од 18 до 24 године                                                                  | 6408     |
| 35  | Мушко становништво од 18 до 24 године                                                            | 3098     |
| 36  | Женско становништво од 18 до 24 године                                                           | 3310     |
| 37  | Женско становништво од 15 до 49 година                                                           | 12552    |
| 38  | Становништво са 60 и више година                                                                 | 3800     |
| 39  | Мушко становништво са 60 и више година                                                           | 1975     |
| 40  | Женско становништво са 60 и више година                                                          | 1825     |
| 41  | Однос између мушкараца и жена                                                                    | 98.24    |
| 42  | Становништво од нуле до 14 година                                                                | 18087    |
| 43  | Становништво од 15 до 64 године                                                                  | 28680    |
| 44  | Становништво од 65 година и више                                                                 | 2659     |
| 45  | Просечан број деце                                                                               | 2.84     |
| 46  | Становништво рођено у ентитету                                                                   | 48761    |
| 47  | Мушко становништво рођено у ентитету                                                             | 24156    |
| 48  | Женско становништво рођено у ентитету                                                            | 24605    |
| 49  | Становништво рођено у другом ентитету                                                            | 440      |
| 50  | Мушко становништво рођено у другом ентитету                                                      | 228      |
| 51  | Женско становништво рођено у другом ентитету                                                     | 212      |
| 52  | Становништво од 5 година и више резидентно у ентитету у јуну 2005. године                        | 42684    |
| 53  | Мушко становништво старосног доба од 5 година и више, резидентно у ентитету у јуну 2005. године  | 21141    |
| 54  | Женско становништво старосног доба од 5 и више година, резидентно у ентитету у јуну 2005. године | 21543    |
| 55  | Становништво од 5 година и више које је живело у другом ентитету у јуну 2005. године             | 170      |
| 56  | Мушко становништво старије од 5 година које је живело у другом ентитету у јуну 2005. године      | 90       |
| 57  | Женско становништво старије од 5 година које је живело у другом ентитету у јуну 2005. године     | 80       |
| 58  | Становништво од 3 године и више које говори аутохтони језик                                      | 27967    |
| 59  | Мушко становништво старо 3 године и више које говори аутохтони језик                             | 13760    |
| 60  | Женско становништво старо 3 године и више које говори аутохтони језик                            | 14207    |
| 61  | Становништво од 3 године и више које говори аутохтони језик и не говори шпански језик            | 5111     |
| 62  | Мушко становништво старо 3 године и више које говори аутохтони језик и не говори шпански         | 1713     |
| 63  | Женско становништво старо 3 године и више које говори аутохтони језик и не говори шпански језик  | 3398     |
| 64  | Становништво старо 3 године и више које говори аутохтони језик и шпански                         | 22437    |
| 65  | Мушко становништво старо 3 године и више које говори аутохтони језик и шпански                   | 11842    |
| 66  | Женско становништво старо 3 године и више које говори аутохтони језик и шпански                  | 10595    |
| 67  | Становништво од 5 година и више које говори аутохтони језик                                      | 26404    |
| 68  | Становништво од 5 година и више које говори аутохтони језик и не говори шпански језик            | 4254     |
| 69  | Становништво од 5 година и више које говори аутохтони језик и говори шпански језик               | 21763    |
| 70  | Становништво у домородачким домаћинствима                                                        | 34375    |
| 71  | Становништво са ограничењима у активностима                                                      | 1503     |
| 72  | Становништво са ограниченим ходањем или кретањем, горе или доле                                  | 755      |
| 73  | Становници са ограничењима вида, чак и уз кориштење сочива                                       | 481      |
| 74  | Становништво са ограничењима говора, комуникације или конверзације                               | 116      |
| 75  | Становништво са ограниченим слухом                                                               | 209      |
| 76  | Становништво са ограничењима при одевању, купању или јелу                                        | 36       |
| 77  | Становништво са ограничењима у опажању или учењу једноставних ствари                             | 36       |
| 78  | Становништво са менталним ограничењима                                                           | 87       |
| 79  | Становништво без ограничења активности                                                           | 47161    |
| 80  | Становништво од 3 до 5 година које не похађа школу                                               | 2586     |
| 81  | Мушко становништво од 3 до 5 година које не похађа школу                                         | 1261     |
| 82  | Женско становништво од 3 до 5 година које не похађа школу                                        | 1325     |
| 83  | Становништво од 6 до 11 година које не похађа школу                                              | 957      |
| 84  | Мушко становништво од 6 до 11 година које не похађа школу                                        | 494      |
| 85  | Женско становништво од 6 до 11 година које не похађа школу                                       | 463      |
| 86  | Становништво од 12 до 14 година које не похађа школу                                             | 698      |
| 87  | Мушко становништво од 12 до 14 година које не похађа школу                                       | 373      |
| 88  | Женско становништво од 12 до 14 година које не похађа школу                                      | 325      |
| 89  | Становништво од 15 до 17 година похађа школу                                                     | 1682     |
| 90  | Мушко становништво од 15 до 17 година похађа школу                                               | 809      |
| 91  | Женско становништво између 15 и 17 година живота у школи                                         | 873      |
| 92  | Становништво од 18 до 24 године похађа школу                                                     | 949      |
| 93  | Мушко становништво од 18 до 24 године похађа школу                                               | 415      |
| 94  | Женско становништво од 18 до 24 године похађа школу                                              | 534      |
| 95  | Становништво од 8 до 14 година које не може да чита и пише                                       | 1228     |
| 96  | Мушко становништво старосног доба од 8 до 14 година које не може да чита и пише                  | 641      |
| 97  | Женско становништво старосног доби од 8 до 14 година које не може да чита и пише                 | 587      |
| 98  | Становништво од 15 година и више које је неписмено                                               | 7851     |
| 99  | Мушко становништво од 15 година и више које је неписмено                                         | 3162     |
| 100 | Женско становништво од 15 година и више које је неписмено                                        | 4689     |
| 101 | Становништво старо 15 и више година без школовања                                                | 7278     |
| 102 | Мушко становништво старо 15 и више година без школовања                                          | 2913     |
| 103 | Женско становништво старо 15 и више година без школовања                                         | 4365     |
| 104 | Становништво старосног доба 15 и више година са непотпуним основним образовањем                  | 7868     |
| 105 | Мушко становништво старосног доба од 15 година и више са непотпуном основним образовањем         | 4456     |
| 106 | Женско становништво старосног доба 15 и више година са непотпуном основним образовањем           | 3412     |
| 107 | Становништво старо 15 и више година са комплетним основним образовањем                           | 4992     |
| 108 | Мушко становништво старо 15 година и више са комплетним основним образовањем                     | 2705     |
| 109 | Женско становништво старо 15 и више година са комплетним основним образовањем                    | 2287     |
| 110 | Становништво старосног доба 15 и више година са непотпуним средњим образовањем                   | 1610     |
| 111 | Мушко становништво старосног доба од 15 година и више са непотпуним средњим образовањем          | 891      |
| 112 | Женско становништво старосног доба од 15 година и више са непотпуним средњим образовањем         | 719      |
| 113 | Становништво старо 15 и више година са пуним секундарном образовањем                             | 4121     |
| 114 | Мушко становништво старосног доба од 15 година и више са пуним секундарном образовањем           | 2011     |
| 115 | Женско становништво старосног доба од 15 година и више са пуним секундарном образовањем          | 2110     |
| 116 | Становништво старије од 18 година са постосновним образовањем                                    | 4609     |
| 117 | Мушко становништво старије од 18 година са постосновним образовањем                              | 2039     |
| 118 | Женско становништво старије од 18 година са постосновним образовањем                             | 2570     |
| 119 | Просечна оцена школовања                                                                         | 5.5      |
| 120 | Просечан ниво образовања мушке популације                                                        | 5.54     |
| 121 | Просечан ниво образовања женског становништва                                                    | 5.46     |
| 122 | Економски активно становништво                                                                   | 17753    |
| 123 | Економски активна мушка популација                                                               | 13589    |
| 124 | Економски активна женска популација                                                              | 4164     |
| 125 | Становништво које није економски активно                                                         | 16749    |
| 126 | Мушко становништво које није економски активно                                                   | 3325     |
| 127 | Женско становништво које није економски активно                                                  | 13424    |
| 128 | Запослено становништво                                                                           | 17264    |
| 129 | Запослено мушко становништво                                                                     | 13172    |
| 130 | Запослено женско становништво                                                                    | 4092     |
| 131 | Незапослена популација                                                                           | 489      |
| 132 | Незапослена мушка популација                                                                     | 417      |
| 133 | Незапослена женска популација                                                                    | 72       |
| 134 | Становништво без права на здравствене услуге                                                     | 18128    |
| 135 | Становништво које има право на здравствене услуге                                                | 31081    |
| 136 | Становништво које има право на ИМСС                                                              | 14257    |
| 137 | Становништво које има право на социјално осигурање                                               | 3702     |
| 138 | Становништво које има право на државно социјално осигурање                                       | 87       |
| 139 | Становништво које има право на опште осигурање или здравствено осигурање за нову генерацију      | 13091    |
| 140 | Становништво које је било једном или није било у браку током 12 година и више                    | 10370    |
| 141 | Венчано или уједињено становништво од 12 година и више                                           | 21267    |
| 142 | Становништво које је било у браку или уједињено 12 година и више                                 | 3002     |
| 143 | Становништво са католичком религијом                                                             | 39730    |
| 144 | Протестанти, еванђелисти и библијски следбеници различити од еванђелиста                         | 2403     |
| 145 | Становништво са другим религијама различитим од претходних                                       | 0        |
| 146 | Становништво без религије                                                                        | 6000     |
| 147 | Укупно пописаних домаћинства                                                                     | 11385    |
| 148 | Пописна домаћинства на челу са мушкарцима                                                        | 9344     |
| 149 | Пописна домаћинства на челу са женама                                                            | 2041     |
| 150 | Становништво у пописним домаћинствима                                                            | 49292    |
| 151 | Становништво у пописним домаћинствима на челу са мушкарцима                                      | 41858    |
| 152 | Становништво у пописним домаћинствима на челу са женама                                          | 7434     |
| 153 | Укупно домаћинстава                                                                              | 14542    |
| 154 | Укупно насељених домаћинстава                                                                    | 11466    |
| 155 | Укупно приватних кућа                                                                            | 14461    |
| 156 | Насељени приватни домови                                                                         | 11385    |
| 157 | Укупно насељених приватних кућа                                                                  | 11464    |
| 158 | Ненасељене приватне куће                                                                         | 1301     |
| 159 | Појединачна домаћинства за привремену употребу                                                   | 1775     |
| 160 | Становници у насељеним приватним кућама                                                          | 49292    |
| 161 | Насељеност станара у приватним становима                                                         | 4.33     |
| 162 | Просечно становника по соби у приватним насељеним домаћинствима                                  | 1.55     |
| 163 | Појединачна домаћинства са подовима од различитих материјала од земље                            | 8676     |
| 164 | Појединачна домаћинства у приземљу                                                               | 2665     |
| 165 | Појединачна домаћинства са једном спаваћом собом                                                 | 5852     |
| 166 | Појединачна домаћинства са две спаваће собе и више                                               | 5483     |
| 167 | Појединачна домаћинства са једним собом                                                          | 2204     |
| 168 | Појединачна домаћинства са две собе                                                              | 3428     |
| 169 | Појединачна домаћинства са 3 собе и више                                                         | 5702     |
| 170 | Појединачна домаћинства која имају електрично светло                                             | 5672     |
| 171 | Појединачна домаћинства која немају електрично светло                                            | 5621     |
| 172 | Појединачна домаћинства која имају водоводну воду у стамбеном простору                           | 4627     |
| 173 | Појединачна домаћинства која немају водоводну воду у стамбеном простору                          | 6684     |
| 174 | Појединачна домаћинства која имају тоалет                                                        | 7812     |
| 175 | Појединачна домаћинства која имају канализацију                                                  | 3576     |
| 176 | Појединачна домаћинства која немају канализацију                                                 | 7696     |
| 177 | Појединачна домаћинства која имају електрично светло, довод воде из јавне мреже и канализацију   | 3110     |
| 178 | Појединачна домаћинства без икаквих услова                                                       | 1750     |
| 179 | Појединачна домаћинства која имају радио                                                         | 8131     |
| 180 | Појединачна домаћинства која имају телевизор                                                     | 4662     |
| 181 | Појединачна домаћинства која имају фрижидер                                                      | 3465     |
| 182 | Појединачна домаћинства која имају машину за веш                                                 | 2507     |
| 183 | Појединачна домаћинства која имају аутомобил или комби                                           | 3389     |
| 184 | Појединачна домаћинства која имају рачунар                                                       | 1167     |
| 185 | Појединачна домаћинства која имају фиксну телефонску линију                                      | 978      |
| 186 | Појединачна домаћинства која имају мобилни телефон                                               | 3344     |
| 187 | Појединачна домаћинства која имају приступ интернету                                             | 561      |